# Dimitrios Eleftheropoulos
Dimitrios Eleftheropoulos (griechisch Δημήτρης Ελευθερόπουλος, * 7. August 1976 in Athen) ist ein ehemaliger griechischer Fußballtorwart.

## Karriere

### Vereinskarriere
Eleftheropoulos spielte bis 1994 für die U20 von Olympiakos Piräus, bevor er im Jahre 1994 schließlich in die erste Mannschaft berufen wurde. In der Saison 1995/96 wurde er jedoch direkt zum griechischen Verein Proodeftiki FC ausgeliehen, ehe er 1996 zu Olympiakos Piräus zurückkehrte. Bis 2004 spielte Eleftheropoulos fast 20 Jahre für den Verein und bestritt in dieser Zeit insgesamt 152 Spiele. 2004 unterschrieb Eleftheropoulos dann einen Vertrag beim italienischen Aufsteiger FC Messina, wo er allerdings nur zehn Spiele absolvierte. Im Sommer 2005 unterschrieb Eleftheropoulos einen Ein-Jahres-Vertrag beim AC Mailand, jedoch wechselte er bereits im Jahr 2006 als Ersatztorhüter zum AS Rom. Sowohl in Mailand als auch in Rom absolvierte Eleftheropoulos keine Spiele.
Zur Saison 2006/07 wechselte der Grieche zum Serie-A-Verein Ascoli Calcio und ein Jahr später zu AC Siena. Seine Karriere beendete Eleftheropoulos 2011 bei Panionios Athen.

### Nationalmannschaft
Von 1999 bis 2001 bestritt Eleftheropoulos insgesamt zwölf Spiele für die griechische Nationalmannschaft. 1999 debütierte er im Rahmen eines Freundschaftsspiels gegen Belgien. Neben weiteren Länderspielen hatte er außerdem drei Einsätze bei der Qualifikationsrunde für die Fußball-Weltmeisterschaft 2002 in Japan und Südkorea, für die sich Griechenland jedoch nicht qualifizieren konnte. Nachdem sich Eleftheropoulos mit Trainer Vassilis Daniil zerstritt, wurde er nicht mehr in die Nationalmannschaft berufen.

### Trainerkarriere
Seit seiner aktiven Zeit als Fußballer arbeitet als Fußballtrainer, jedoch wechselte er die Mannschaft bisher spätestens nach einer Saison. Zunächst arbeitete er beim Panionios Athen, wo er auch seine Karriere beendet hatte. In der Saison 2015/16 war er Trainer von Panthrakikos, in der Saison 2016/17 trainierte er Asteras Tripolis.